# Por colectora
Por Colectora es el título del primer álbum de la banda de rock argentina Las Pastillas del Abuelo. La producción artística es de Ramiro Quinteros y Las Pastillas del Abuelo, y la placa se editó con el sello de "007 Records" en el año 2005.

## Listado de canciones
| N.º | Título                            | Duración |  |
| 1.  | «José»                            | 4:59     |  |
| 2.  | «Almafuerte»                      | 3:18     |  |
| 3.  | «Peldaño»                         | 5:22     |  |
| 4.  | «Saber cuándo parar (Candombe I)» | 4:45     |  |
| 5.  | «Cubano»                          | 3:22     |  |
| 6.  | «Skalipso»                        | 4:57     |  |
| 7.  | «Cerveza»                         | 4:11     |  |
| 8.  | «Oscarcito»                       | 8:08     |  |
| 9.  | «Perdido»                         | 3:36     |  |
| 10. | «Lo más fino»                     | 5:52     |  |
| 11. | «La casada»                       | 4:49     |  |
| 12. | «Resulta imposible (Candombe II)» | 4:57     |  |